# ᴑ
Cette page contient des caractères spéciaux ou non latins. S’ils s’affichent mal (▯, ?, etc.), consultez la page d’aide Unicode.
ᴑ (uniquement en minuscule), appelé o couché, est une lettre additionnelle de l’alphabet latin qui est utilisée dans l'alphabet phonétique ouralien. Elle est composée d’un o couché à 90° ‹ o ›.

## Utilisation
Dans l’alphabet phonétique ouralien, o couché ‹ ᴑ › est un symbole utilisé pour représenter une voyelle mi-fermée postérieure à la prononciation réduite, l’o ‹ o › représentant une voyelle mi-fermée postérieure et les voyelles culbutées (ou couchées à 90°) indiquant une prononciation réduite.

## Représentations informatiques
Le o couché peut être représenté avec les caractères Unicode (Extensions phonétiques) suivants :
| formes    | représentations | chaînes de caractères | points de code | descriptions                     |
| --------- | --------------- | --------------------- | -------------- | -------------------------------- |
| minuscule | ᴑ               | ᴑ                     | U+1D11         | lettre minuscule latine o couché |